# Aduana El Manzano

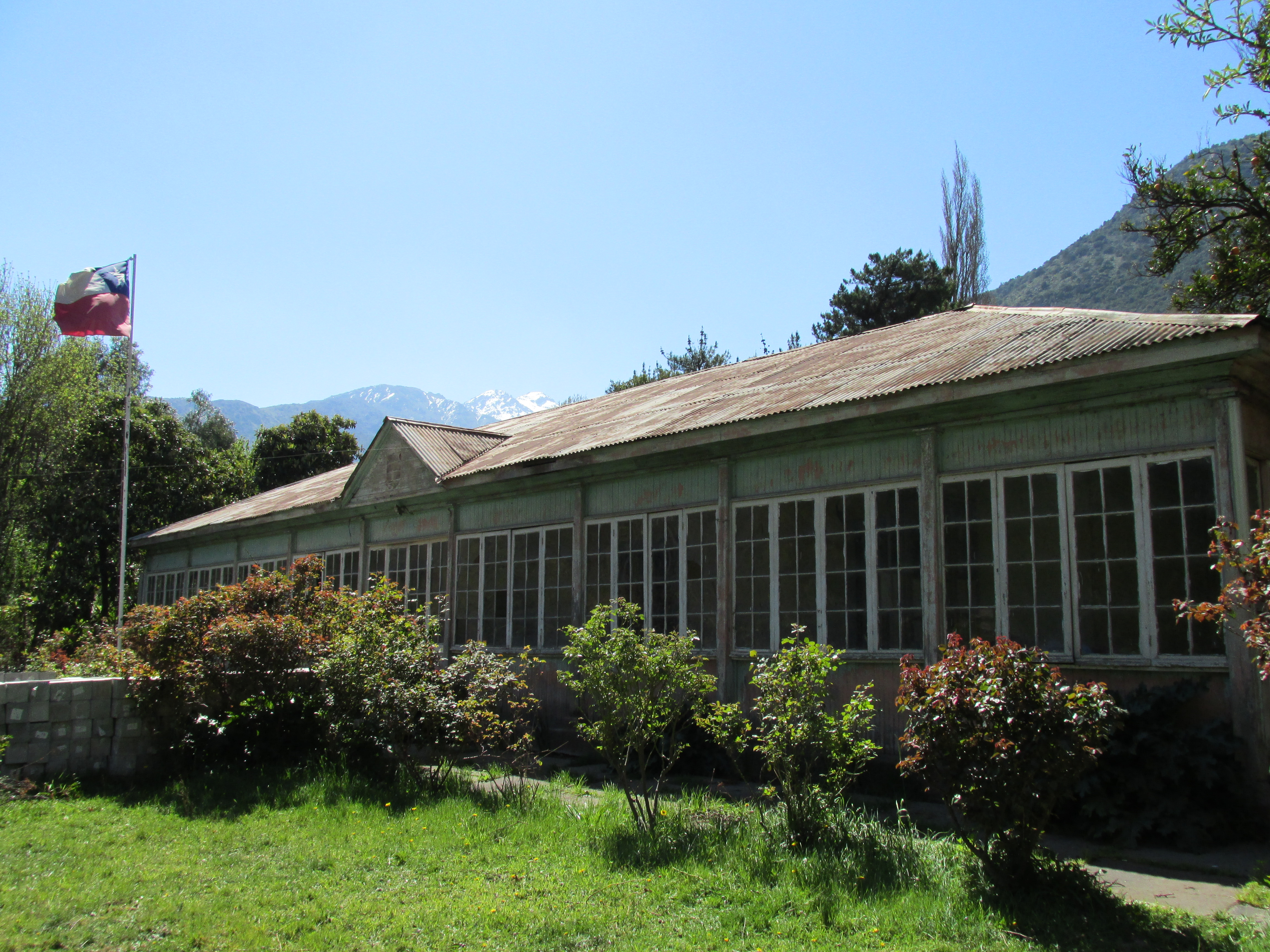
Otra vista del frontis de la aduana.

La Aduana El Manzano es una antigua aduana ubicada en la localidad de El Manzano, en la Ruta G25, camino a El Volcán, comuna de San José de Maipo, Región Metropolitana, Chile. Construida como la casa patronal del Fundo El Manzano, funcionó como aduana desde 1870 a 1973. El edificio fue declarado Monumento Nacional de Chile, en la categoría de Monumento Histórico, mediante el Decreto Exento n.º 948, del 5 de noviembre de 2004.

## Historia
Fue construida entre los años 1830 y 1840 como casa patronal del Fundo El Manzano, propiedad de la familia Alen. En el año 1870 la propiedad fue rematada, quedando en propiedad del Departamento de Aduanas de Frontera, que instaló en el edificio una aduana, conocida como Aduana Portillo del Maipo. Esta cumplía funciones de control del camino en donde se ubica en calidad de paso fronterizo, ya que comunica con los pasos de Piuquenes y Cruz de Piedra. Este servicio se localizaba en un pequeño retén cerca del puente del río Colorado, que se trasladó posteriormente al retén de San Gabriel, hasta que en 1870 ocupó la casa patronal.
En los años 1970 se controlaba el paso de ganado que subía o bajaba de la cordillera, así como también los que pasaban por los pasos fronterizos hacia Argentina, siendo los dueños del ganado los que debían registrarse en la aduana. Esta funcionó hasta 1973, cuando las tareas de control fronterizo fueron traspasadas a Carabineros de Chile.

## Descripción
Ubicada en la Ruta G25, camino a El Volcán, la aduana, en conjunto con la capilla y la estación de ferrocarril de El Manzano, forman un conjunto arquitectónico patrimonial. La forma original de la construcción era una planta en forma de L, con un ala perpendicular a la que se mantiene que avanzaba hacia el camino. Esta ala, construida en adobe, fue seriamente dañada en el terremoto de Las Melosas de 1958, siendo demolida finalmente en 1983. En el ala derrumbada funcionaba la parte principal de la casa, con su sala, el comedor, quedando en el ala que se mantiene los dormitorios.
El edificio cuenta con un núcleo central de piezas, que se comunican entre sí, construidas de madera con adobillo. Este núcleo se encuentra rodeado de dos galerías de madera y ventanales corridos, que se ubican por el norte y el sur de la construcción.